# Stortingsvalget 1965
Stortingsvalget 1965 var et stortingsvalg i Norge, der blev afholdt 13. september 1965, og valgdeltagelsen var på 85,4 %. 
Arbeiderpartiet gik tilbage sammenlignet med Stortingsvalget 1961, men fik alligevel over 40 prosent af alle stemmer. Venstrefløjen fik ikke flertal i Stortinget, og de borgerlige partier dannede omkring Per Bortens regering(H, V, Sp, KrF).

## Resultat
| Parti                      | Procent af stemmer (%) | Ændring i forhold til 1961 | Mandater | Ændring i forhold til 1961 |
| -------------------------- | ---------------------- | -------------------------- | -------- | -------------------------- |
| Arbeiderpartiet            | 43,1                   | - 3,6                      | 68       | - 6                        |
| Høyre                      | 20,3                   | + 1,0                      | 31       | + 2                        |
| Venstre                    | 10,2                   | + 3,0                      | 18       | + 4                        |
| Senterpartiet              | 9,4                    | + 2,6                      | 18       | + 2                        |
| Kristelig Folkeparti       | 7,8                    | - 1,5                      | 13       | - 2                        |
| Sosialistisk Folkeparti    | 6,0                    | + 3,6                      | 2        | 0                          |
| Norges Kommunistiske Parti | 1,4                    | - 1,5                      | 0        | 0                          |
| Norges Demokratiske Parti  | 0,009                  | + 0,009                    | 0        | 0                          |
| Frihetsvernet              | 0,008                  | + 0,008                    | 0        | 0                          |
| Borgerlige fælleslister    | 1,8                    | - 3,3                      | 0¹       | 0                          |
| Total                      | 100                    | 0                          | 150      | 0                          |

¹ Mandat fra borgerlige fælleslister fordelt på de enkelte partier.
De borgerlige fælleslister var:
- Høyre og Kristelig Folkeparti i Bergen
- Senterpartiet og Venstre i Østfold

Statistisk Sentralbyrå har lavet en statistik over valgresultatet, hvis fælleslisternes stemmer blev fordelt på enkelt partierne. Resultaterne for disse på landsbasis bliver da:
| Parti                | Stemmer i procent (%) | Ændring fra 1961 |
| -------------------- | --------------------- | ---------------- |
| Høyre                | 21,1                  | + 1,1            |
| Venstre              | 10,3                  | + 1,4            |
| Senterpartiet        | 9,9                   | + 0,6            |
| Kristelig Folkeparti | 8,1                   | - 1,5            |